# Astrid Norstedt
Astrid Norstedt, född Moberg, den 19 juni 2001, är en svensk tidigare backhoppare. Hon blev Sveriges första kvinnliga backhoppare i ett VM när hon deltog i Världsmästerskapen 2019. Norstedt slutade på 49:e plats i kvaltävlingen i damernas normalbacke vilket inte räckte för avancemang till finalomgången.
Norstedt lade elitsatsningen på is våren 2022 och har inte tävlat internationellt sedan dess.

## Resultat i världsmästerskapen
Norstedt har deltagit i två seniorvärldsmästerskap.

### Seniorvärldsmästerskap
| Tävling         | Normalbacke | Stor backe | Lag | Mixade lag |
| --------------- | ----------- | ---------- | --- | ---------- |
| Seefeld 2019    | 49:e plats  | i.u.       | –   | –          |
| Oberstdorf 2021 | 54:e plats  | 46:e plats | —   | —          |

### Fotnoter
1. 1 2  ”Norstedt Astrid - Biographie”. data.fis-ski.com. FIS. https://www.fis-ski.com/DB/general/athlete-biography.html?sectorcode=JP&competitorid=201396. Läst 4 augusti 2019.
2. ↑  Astrid Moberg skriver historia i Seefeld. Sveriges Radio. Läst 28 februari 2019.
3. ↑  Ladies Normal Hill Individual Qualification. FIS NORDIC WORLD SKI CHAMPIONSHIPS 2019. Läst 28 februari 2019.
4. ↑  ”Astrid Norstedt lägger satsningen på is”. Tidningen Ångermanland. 22 december 2022. https://www.tidningenangermanland.se/2022-12-22/astrid-norstedt-lagger-satsningen-pa-is/. Läst 9 april 2025.